# Alane (Lied)
Alane (dualisch für ‚Liebeslied‘) ist ein Lied des französisch-kamerunischen Musikduos Wes. Das Stück ist die zweite Singleauskopplung aus ihrem Debütalbum Welenga. Das Lied wurde Mitte 2020 durch den deutschen DJ Robin Schulz in Zusammenarbeit mit Wes neu abgemischt und veröffentlicht.

## Entstehung und Artwork

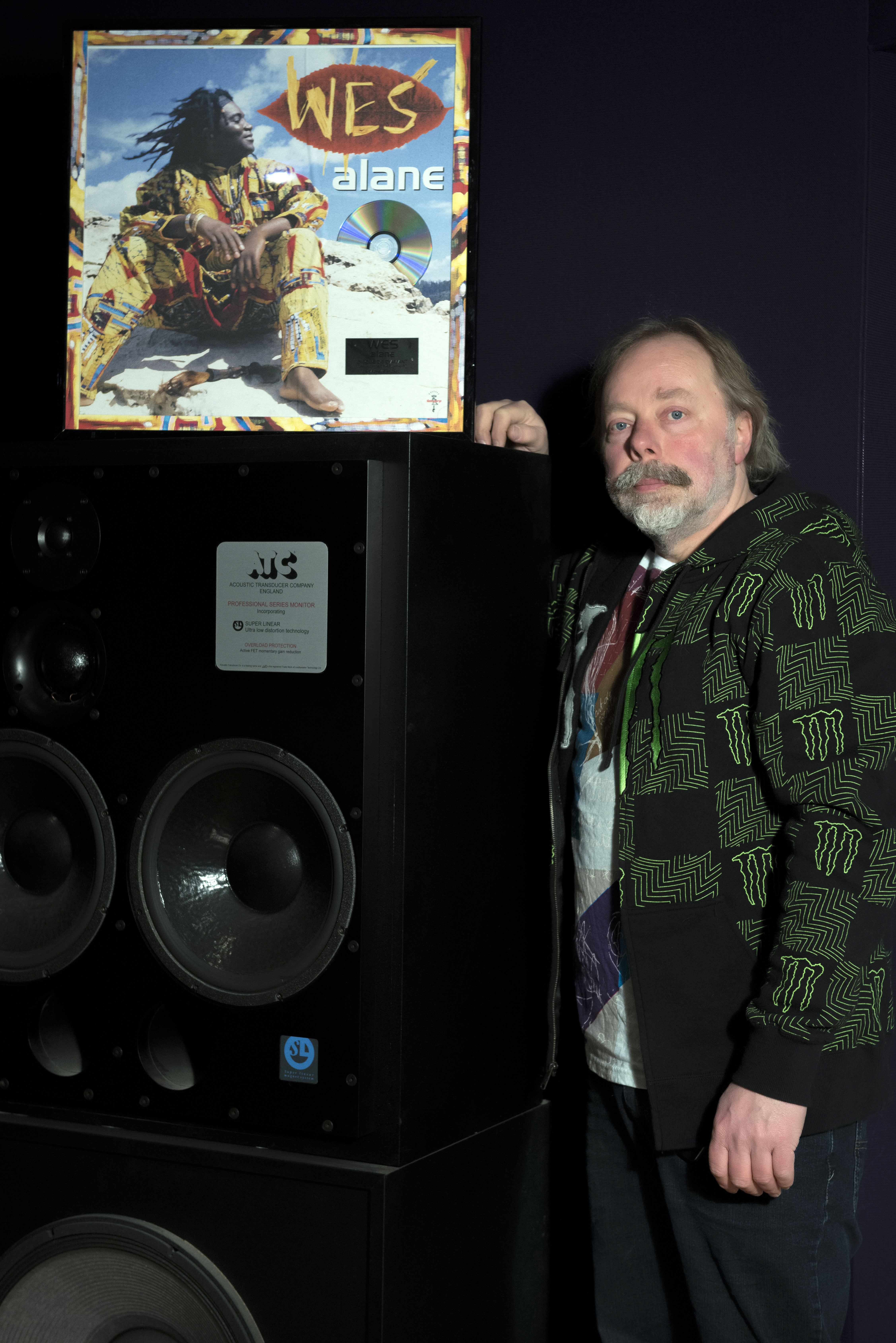
Wes-Mitglied Michel Sanchez mit einer Reproduktion des Single-Covers (2013)

Geschrieben wurde das Stück von den beiden Wes-Mitgliedern Wes Madiko und Michel Sanchez. Für die Abmischung, das Arrangement sowie die Produktion war Sanchez verantwortlich.
Auf dem Frontcover der Single ist lediglich – neben Künstlernamen und Liedtitel – Madiko, auf einem Fels sitzend zu sehen. Seinen Kopf hat er, vom Betrachter aus gesehen, nach rechts gerichtet, während ihm der Wind ins Gesicht weht. Die Fotografie stammt vom algerischen Fotografen Yan Leuvrey. Ein alternatives Frontcover zeigt lediglich das Gesicht von Madiko, auf einem gelben Hintergrund. Teile des Gesichts sind dabei verschwommen, wie bei einer Wasserreflexion. Das Artwork stammt vom französischen Grafikdesigner Laurent Edeline.

## Veröffentlichung und Promotion
Alane erschien zunächst als Teil des Wes-Debütalbums Welenga am 4. November 1996. Im selben Jahr erschien eine offizielle Remixversion des US-amerikanischen DJs Tony Moran in Frankreich als B-Seite der Wes-Debütsingle Awa Awa. 1996 erschienen auch schon verschiedene Promo-Tonträger mit Remixversionen zu Alane. Im Folgejahr erschienen weitere offizielle Remixversionen auf weiteren Singleausführungen zu Awa Awa in Frankreich. Die eigenständige Singleveröffentlichung erfolgte schließlich im Mai 1997 als zweite Singleauskopplung aus Welenga. Die Maxi-Singles erschienen in etlichen unterschiedlichen Variationen, die sich regional durch die Anzahl der Titel und die Auswahl der B-Seiten unterscheiden. Zudem erschienen diverse zusätzliche Promo-Singles auf CD und Vinyl. Als B-Seiten beinhalten alle Maxi-Singles und Promo-Tonträger nur verschiedene Remixversionen des Titels. Am 2. September 1997 erschien eine offizielle Remix-Single mit Remixversionen vom US-amerikanischen DJ Todd Terry.
Die Single erschien unter anderem bei folgenden Musiklabels: Epic Records, Saint George und Une Musique. Verlegt wurde das Stück durch Michel Sanchez Music und Sony Music Publishing, der Vertrieb erfolgte durch Sony Music.
Alane wurde unter anderem durch den französischen Fernsehsender TF1 sowie die französischen Radiostationen Fun Radio und RTL unterstützt und beworben. Um das Lied im deutschsprachigen Raum zu bewerben, erfolgte unter anderem ein Liveauftritt zur Hauptsendezeit in der ZDF-Show Wetten, dass..? am 28. März 1998. Später erfolgte ein Liveauftritt in der RTL-Show Die ultimative Chartshow – Die erfolgreichsten Radio-Hits am 5. Januar 2008.
Remixversionen
- 1996: Alane (Philcat Flashing Widow Mix)[14]
- 1996: Alane (Todd Terry Drop Dub)[14]
- 1996: Alane (Tony Moran Around the World Remix)[14]
- 1996: Alane (Tony Moran Main Pass Mix)[6]
- 1996: Alane (Trouser Enthusiasts Orgasmic Apparition Mix)[14]
- 1997: Alane (Instrumental Mix)[15]
- 1997: Alane (Main Pass Mix)[15]
- 1997: Alane (Todd Terry Club Remix – Short Version)[3]
- 1997: Alane (Tony Moran Club Mix)[8]
- 1997: Alane (Trouser Enthusiasts Remix)[8]
- 1997: Alane (Vocal Up Club Mix)[16]

## Inhalt
| „Alanè mba yi woumaa wè. Ho tou sôndé ho maa yè. We ya senga we (Has vééé héeee). Wana wé ndé lambo (hé hé hémentourék) He hi yé yé yé.“ – Refrain, Originalauszug | Der Liedtext zu Alane ist in dualischer Sprache verfasst, eine Bantusprache in Kamerun. Alane bedeutet laut Madiko ins Deutsche übersetzt so viel wie „Liebeslied“. Die Musik wurde von Michael Sanchez komponiert, der Text von Wes Madiko geschrieben. Musikalisch bewegt sich das Lied im Bereich des Dance-Pops und der Weltmusik. Das Tempo beträgt 122 Schläge pro Minute. Die Tonart ist As-Dur. Inhaltlich geht es in Alane um das starke Verliebtheitsgefühl. Aufgebaut ist das Lied auf zwei Strophen, einem Refrain, einer Bridge sowie einem Outro. Das Lied beginnt mit der ersten Strophe, an die sich zunächst ein sogenannter „Pre-Chorus“ anschließt, ehe der eigene Refrain folgt. Der gleiche Vorgang wiederholt sich mit der zweiten Strophe. Nach dem zweiten Refrain erfolgt eine Bridge, die sich lediglich aus der sich wiederholenden Zeile „Nè ma kwa ni kaso, nè ma kwa sè kwa“ zusammensetzt. Auf die Bridge folgte zum dritten Mal der Refrain, bevor das Lied mit dem Outro endet. Das Outro besteht aus derselben Liedzeile wie die Bridge. Der Hauptgesang des Liedes stammt von Madiko. |

## Musikvideo
Das Musikvideo zu Alane feierte im Mai 1997 seine Premiere im Vereinigten Königreich. Zu sehen sind drei unterschiedliche Szenen, die sich immer abwechseln. In der ersten Szene ist Madiko zu sehen, der das Lied singt, während er sich auf einem Felsen befindet. In der zweiten Szene sieht man eine Frau (gespielt von Myriem Oubaida), die vor einem Wasserfall posiert. In der dritten Szene ist eine Tanzgruppe zu sehen, die in der Gruppe selbst oder einzeln zu dem Lied tanzen. Die Choreografie stammt von der US-amerikanischen Tänzerin Mia Frye. Die Gesamtlänge des Videos beträgt 3:15 Minuten. Regie führte der Franzose Philippe Gautier. Das Musikvideo wurde 2017 offiziell bei YouTube hochgeladen und zählte bis Januar 2025 über 71 Millionen Aufrufe.

## Mitwirkende
| Liedproduktion - Wes Madiko: Gesang, Liedtexter - Michel Sanchez: Abmischung, Arrangement, Komponist, Musikproduzent Artwork - Laurent Edeline: Artwork (Cover, Alternative) - Philippe Gautier: Regisseur (Musikvideo) - Yan Leuvrey: Fotograf (Cover, Original) - Myriem Oubaida: Schauspieler (Musikvideo) | Unternehmen - Epic Records: Musiklabel - Michel Sanchez Music: Verlag - Saint George: Musiklabel - Sony Music: Vertrieb - Sony Music Publishing: Verlag - Une Musique: Musiklabel |

## Rezensionen
Maximilian Fritz vom deutschsprachigen Online-Magazin laut.de beschrieb Alane als „sympathisch-albernes Weltmusik“-Stück.

## Kommerzieller Erfolg

### Chartplatzierungen
Alane erreichte in Deutschland Position zwei der Singlecharts und platzierte sich 18 Wochen in den Top 10 sowie 40 Wochen in den Charts. In Österreich erreichte die Single die Chartspitze und konnte sich acht Wochen an ebendieser sowie 17 Wochen in den Top 10 und 23 Wochen in den Charts halten. In der Schweizer Hitparade platzierte sich Alane zehn Wochen in den Top 10 sowie 38 Wochen in den Charts und erreichte mit Position vier seine höchste Chartnotierung. In den britischen Charts erreichte die Single in sechs Chartwochen mit Position elf seine höchste Chartnotierung. In ihrer Heimat Frankreich erreichte das Duo ebenfalls die Spitzenposition. Des Weiteren erreichte Alane die Chartspitze in Belgien (Flandern und Wallonien) und der Niederlande. Für Wes war es weltweit der erste Charterfolg in den Singlecharts.
1997 belegte Alane in Frankreich Rang drei der Single-Jahrescharts. Im Folgejahr erreichte sie Single in den deutschen Jahrescharts Rang fünf, in Österreich Rang drei und in der Schweiz Rang 20.
| ChartsChartplatzierungen     | Höchstplatzierung | Wochen |
| ---------------------------- | ----------------- | ------ |
| Deutschland (GfK)            | 2 (40 Wo.)        | 40     |
| Frankreich (SNEP)            | 1 (25 Wo.)        | 25     |
| Österreich (Ö3)              | 1 (23 Wo.)        | 23     |
| Schweiz (IFPI)               | 4 (38 Wo.)        | 38     |
| Vereinigtes Königreich (OCC) | 11 (6 Wo.)        | 6      |

| ChartsJahrescharts (1997) | Platzierung |
| ------------------------- | ----------- |
| Frankreich (SNEP)         | 3           |

| ChartsJahrescharts (1998) | Platzierung |
| ------------------------- | ----------- |
| Deutschland (GfK)         | 5           |
| Österreich (Ö3)           | 3           |
| Schweiz (IFPI)            | 20          |

### Auszeichnungen für Musikverkäufe
Alane erhielt im Jahr 1998 unter anderem eine dreifache Goldene Schallplatte für 750.000 verkaufte Einheiten in Deutschland. In ihrer Heimat Frankreich wurde das Stück zum Millionenseller und verkaufte sich über 1,5 Millionen Mal, womit die Single auch mit einer Diamantenen Schallplatte ausgezeichnet wurde. Europaweit erhielt die Single zweimal Gold, viermal Platin sowie einmal Diamant. Laut Quellen und Schallplattenauszeichnungen verkaufte Alane über 2,5 Millionen Einheiten in Europa.
| Land/Region                  | Auszeichnungen für Musikverkäufe (Land/Region, Auszeichnung, Verkäufe) | Verkäufe  |
| ---------------------------- | ---------------------------------------------------------------------- | --------- |
| Deutschland (BVMI)           | 3× Gold                                                                | 750.000   |
| Frankreich (SNEP)            | Diamant                                                                | 1.500.000 |
| Niederlande (NVPI)           | 2× Platin                                                              | 150.000   |
| Österreich (IFPI)            | Platin                                                                 | 50.000    |
| Schweiz (IFPI)               | Gold                                                                   | 25.000    |
| Vereinigtes Königreich (BPI) | —                                                                      | 100.000   |
| Insgesamt                    | 2× Gold · 4× Platin · 1× Diamant ·                                     | 2.575.000 |

## Version von Robin Schulz & Wes

### Entstehung und Veröffentlichung
2020 nahm der deutsche DJ Robin Schulz das Lied neu auf, wobei er textlich nichts veränderte, die Musik jedoch neu abmischte. Schulz beschrieb das Stück als einen seiner „Lieblingssongs“, welches „jeder“ kennen würde. Es gäbe nicht viele Titel, die so zeitlos wie Alane seien. Das Stück bringe sofort gute Laune und sei alleine durch die Sprache so besonders. Schulz sei es bei dieser Neuauflage wichtig gewesen, dass der Originalsänger Wes Madiko seine Zustimmung hierzu gab und das Stück neu einsinge. Madiko zeigte sich begeistert von der neuen Version, eigenen Angaben zufolge kamen ihm noch im Tonstudio die Tränen vor Freude. Zu den ursprünglichen Autoren werden bei dieser Version zusätzlich Daniel Deimann, das Produzentenquartett Junkx (bestehend aus: Dennis Bierbrodt, Stefan Dabruck, Jürgen Dohr und Guido Kramer) sowie Robin Schulz gelistet. Für den Liedtext und die Komposition zeigten sich alle Autoren zuständig, wobei Madiko nur am Text und Sanchez nur an der Komposition beteiligt waren. Die Instrumentation der Keyboards, die Produktion sowie die Programmierung erfolgten durch Junkx und Schulz. Das Produzentenquartett zeigte sich darüber hinaus für die Abmischung und das Engineering zuständig. Gemastert wurde das Stück von Monoposto Mastering, unter der Leitung von Michael Schwabe. Der Hauptgesang stammt wie beim Original nur von Madiko, Schulz wirkt lediglich an der Produktion mit.
Alane erschien am 19. Juni 2020 als Download und Musikstreaming. Die Single erschien als Einzeltrack unter dem Musiklabel Warner Music, das zugleich auch für den Vertrieb zuständig war. Verlegt wurde das Lied durch Junkx Edition, Michel Sanchez Music, Rosz Music Edition und Sony/ATV Music Publishing. Am 26. Februar 2021 erschien Alane letztlich als Teil von Schulz’ vierten Studioalbum IIII.
Auf dem Frontcover der Single ist – neben Künstlernamen und Liedtitel – das Gesicht eines Mädchens, von der Seite, zu sehen. Um die Neuinterpretation zu bewerben, erfolgte unter anderem ein Liveauftritt von Madiko bei der ultimativen Chartshow.

### Musikvideo
Das Musikvideo zu Alane feierte am 19. Juni 2020 seine Premiere auf YouTube. Zu sehen sind Animationsfiguren und Menschen verschiedener Herkunft, die an unterschiedlichen Orten zu dem Lied tanzen, womit man sich am Original von 1997 orientiert. Die Choreografie stammt vom Berliner Tänzer Daniel Asamoah. Inhaltlich soll das Video Freude, Liebe, Vielfalt und die Zusammengehörigkeit in der Musik widerspiegeln. Es zeigt 30 verschiedene Tänzer, in zwölf Städten, auf fünf verschiedenen Kontinenten, unter anderem ist auch Madiko in einer Szene zu sehen. Die Gesamtlänge des Videos beträgt 3:23 Minuten. Regie führte erneut, wie schon bei den Robin-Schulz-Musikvideos All This Love, Rather Be Alone und In Your Eyes, Robert Wunsch. Bis heute zählt das Video über 20,9 Millionen Aufrufe bei YouTube (Stand: Dezember 2020).

### Mitwirkende
| Liedproduktion - Dennis Bierbrodt: Abmischung, Engineering, Keyboard, Komponist, Liedtexter, Musikproduzent, Programmierung - Stefan Dabruck: Abmischung, Engineering, Keyboard, Komponist, Liedtexter, Musikproduzent, Programmierung - Daniel Deimann: Komponist, Liedtexter - Jürgen Dohr: Abmischung, Engineering, Keyboard, Komponist, Liedtexter, Musikproduzent, Programmierung - Guido Kramer: Abmischung, Engineering, Keyboard, Komponist, Liedtexter, Musikproduzent, Programmierung - Wes Madiko: Gesang, Liedtexter - Michel Sanchez: Komponist - Robin Schulz: Keyboard, Komponist, Liedtexter, Musikproduzent, Programmierung - Michael Schwabe: Mastering Unternehmen - A Current State: Filmproduzent (Musikvideo) - Junkx Edition: Verlag - Michel Sanchez Music: Verlag - Monoposto Mastering: Mastering - Rosz Music Edition: Verlag - Sony/ATV Music Publishing: Verlag - Warner Music: Musiklabel, Vertrieb | Musikvideo (Auswahl) - Daniel Asamoah: Choreografie - Niklas Bothe: Motion Capture - Paul Bröse: Filmeditor - Kevin Clare: Animator, Set-Runner - Chantal Drywa-Wunsch: Ausführender Produzent - Kiyan Forootan: Designer, Generalist - Nico Hauter: Farbkorrektur - Sebastian Mietzner: Flame Artist - Julius Pfeiffer: Designer - Moritz Staub: Tongestalter - Marian Woller: Virtual Production Operator - Robert Wunsch: Filmeditor, Regisseur |

### Rezensionen
Maximilian Fritz vom deutschsprachigen Online-Magazin laut.de ist der Meinung, dass Schulz für sein Album IIII eine Leiche gefunden habe, die er „besonders mies“ zugerichtet habe. Er habe das Stück auf perfide Art noch „stadiontauglicher“ gemacht.

### Chartplatzierungen
Alane erreichte in Deutschland Rang sechs der Singlecharts und platzierte sich sechs Wochen in den Top 10 und 23 Wochen in den Top 100. In den deutschen Dancecharts konnte sich die Single an der Chartspitze platzieren, womit Schulz die Chartliste zum fünften Mal anführte und seinen Rekord ausbaute. In den deutschen Airplaycharts erreichte Alane ebenfalls die Spitzenposition. Für Schulz stellt dies bereits den zehnten Nummer-eins-Hit in den Airplaycharts dar. In den deutschen Downloadcharts platzierte sich die Single auf Rang zwei und musste sich hierbei Übermorgen von Mark Forster geschlagen geben. In den deutschen Streamingcharts platzierte sich die Single auf Rang elf. In Österreich erreichte Alane Rang drei und platzierte sich acht Wochen in den Top 10 sowie 25 Wochen in den Charts. In der Schweizer Hitparade erreichte Alane Rang sieben und platzierte sich vier Wochen in den Top 10 und 23 Wochen in der Hitparade. In Frankreich erreichte die Single mit Rang 15 seine höchste Chartnotierung. 2020 belegte Alane Rang 29 der Single-Jahrescharts in Deutschland sowie Rang 27 in Österreich und Rang 39 in der Schweiz. In den deutschen Airplay-Jahrescharts belegte Alane Rang elf.
Für Schulz als Interpret ist dies der 19. Charterfolg in Deutschland und der Schweiz sowie der 17. in Österreich. Es ist jeweils sein elfter Top-10-Erfolg in Deutschland und Österreich sowie sein neunter in der Schweiz. Als Produzent ist es sein 17. Charterfolg in Deutschland und der Schweiz sowie der 16. in Österreich. In seiner Autorentätigkeit ist es der 16. Charterfolg in Deutschland und der Schweiz sowie der 15. in Österreich. In seiner Autoren- und Produzententätigkeit ist es jeweils sein neunter Top-10-Erfolg in Deutschland und Österreich sowie sein siebter in der Schweiz.
Wes erreichten nach dem Original zu Alane und I Love Football (Midiwa bol) zum dritten Mal die Singlecharts in Deutschland, Frankreich und der Schweiz sowie nach dem Original zu Alane zum zweiten Mal in Österreich. Es ist 23 Jahre nach dem Original zu Alane ihr zweiter Top-10-Erfolg in allen deutschsprachigen Ländern. Wes-Mitglied Sanchez erreichte als Autor nach Sweet Lullaby (Deep Forest) und dem Original zu Alane zum dritten Mal die deutschen und Schweizer Singlecharts sowie nach dem Original zu Alane zum zweiten Mal in Österreich. Sein Bandkollege Madiko erreichte ebenfalls nach dem Original zu Alane und I Love Football (Midiwa bol) zum dritten Mal die Singlecharts in Deutschland und Österreich als Autor sowie nach dem Original zu Alane zum zweiten Mal in Österreich. Beide Wes-Mitglieder erreichten nach dem Original zu Alane zum zweiten Mal die Top 10 aller D-A-CH-Staaten als Autoren. Das Produzentenquartett um Junkx erreichte mit Alane zum 19. Mal die deutschen Singlecharts in ihrer Autorentätigkeit sowie zum 15. Mal die Schweizer Hitparade und zum 14. Mal die Charts in Österreich. Es ist ihr siebter Top-10-Erfolg als Autorenteam in Deutschland und Österreich sowie ihr fünfter in der Schweiz. In ihrer Produzententätigkeit erreichten sie in Deutschland zum 20. Mal die Charts, in der Schweiz zum 16. Mal sowie in Österreich zum 15. Mal. Es ist ihr achter Top-10-Erfolg als Produzententeam in Deutschland und Österreich sowie ihr fünfter in der Schweiz. Für Deimann stellt dies den jeweils vierten Autorenerfolg in den deutschen, österreichischen und Schweizer Singlecharts dar. Es ist nach In Your Eyes (Robin Schulz feat. Alida) sein jeweils zweiter Top-10-Erfolg in allen drei Ländern.
| ChartsChartplatzierungen | Höchstplatzierung | Wochen |
| ------------------------ | ----------------- | ------ |
| Deutschland (GfK)        | 6 (23 Wo.)        | 23     |
| Frankreich (SNEP)        | 15 (20 Wo.)       | 20     |
| Österreich (Ö3)          | 3 (25 Wo.)        | 25     |
| Schweiz (IFPI)           | 7 (23 Wo.)        | 23     |

| ChartsJahrescharts (2020) | Platzierung |
| ------------------------- | ----------- |
| Deutschland (GfK)         | 29          |
| Österreich (Ö3)           | 27          |
| Schweiz (IFPI)            | 39          |

### Auszeichnungen für Musikverkäufe
Am 18. September 2020 erhielt die Single eine Goldene Schallplatte in Frankreich. Am 14. Oktober 2020 folgte eine Goldene Schallplatte in Deutschland sowie eineinhalb Wochen später Gold in Belgien. Am 1. Dezember 2020 erhielt die Single eine Platin-Schallplatte in Österreich. Für Schulz ist es die 16. Single in Deutschland und die 14. Single in Österreich, die mindestens Gold-Status erreichte. Für Wes ist es nach dem Original zu Alane jeweils die zweite Single-Zertifizierung.

| Land/Region        | Auszeichnungen für Musikverkäufe (Land/Region, Auszeichnung, Verkäufe) | Verkäufe |
| ------------------ | ---------------------------------------------------------------------- | -------- |
| Belgien (BRMA)     | Gold                                                                   | 20.000   |
| Deutschland (BVMI) | Gold                                                                   | 200.000  |
| Frankreich (SNEP)  | Gold                                                                   | 100.000  |
| Österreich (IFPI)  | Platin                                                                 | 30.000   |
| Polen (ZPAV)       | Gold                                                                   | 25.000   |
| Insgesamt          | 4× Gold · 1× Platin ·                                                  | 375.000  |

Hauptartikel: Robin Schulz/Auszeichnungen für Musikverkäufe

## Weitere Coverversionen und Samples
Coverversionen
- 1998: Die Schlümpfe: der deutschsprachige Ableger des Musikprojektes coverte das Stück unter dem Titel Indianer für das Studioalbum Fette Fete! – Vol. 7.[61]
- 2008: Fool Moon: die ungarische A-cappella-Band coverte das Stück für ihr sechstes Studioalbum Acappelland.[62]
- 2021: Spongebob Schwammkopf: das Musikprojekt um die Cartoon-Figur coverte das Stück in einer deutschsprachigen Version für Kinder mit dem Titel Feierabend für das Album Schwammtastisch.[63]

Samples
- 2014: Brooke Candy: die US-amerikanische Rapperin nutzte ein Sample von Alane für ihr Stück Feel Yourself (Alcohol), das ihrer Opulence EP erschien.[64]
- 2016: DG The Producer: der niederländische DJ nutzte ein Sample von Alane für sein gleichnamiges Lied, das auf seinem Debütalbum The Album erschien.[65]